# Arquitectura prehistórica

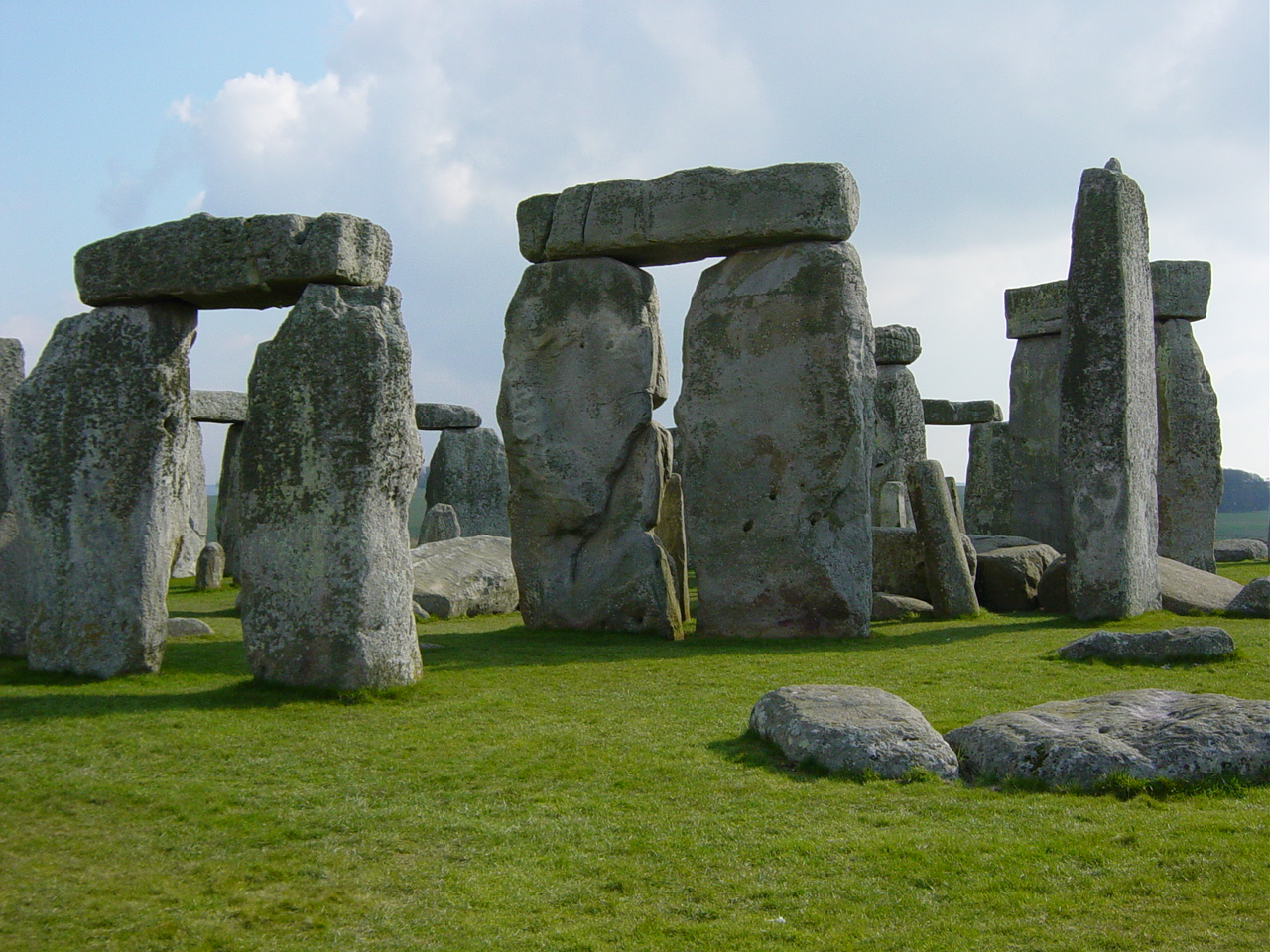
Restos de construcción megalítica adintelada en Stonehenge.

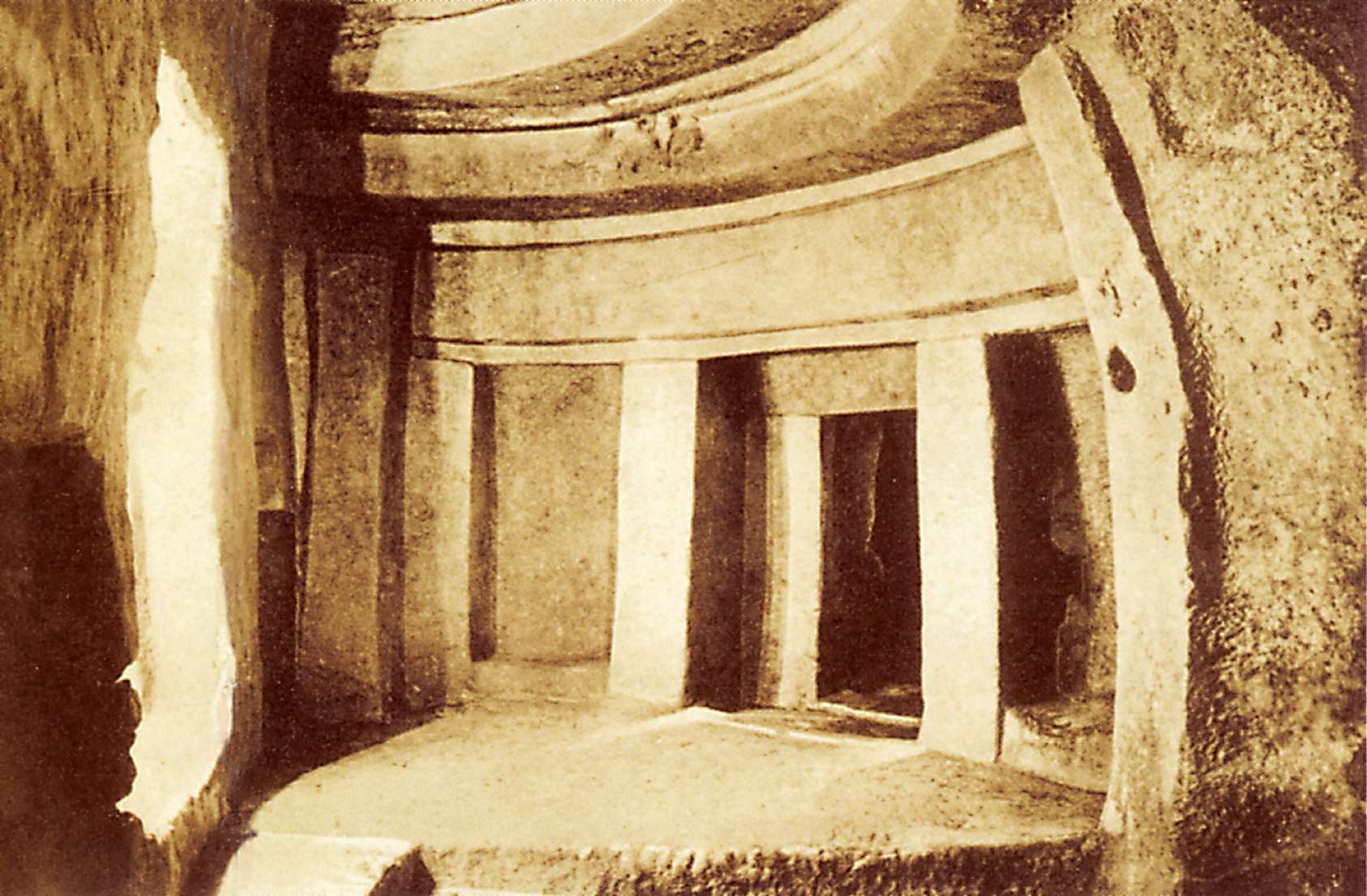
Hipogeo, Isla de Malta.

La arquitectura prehistórica se entiende como un medio de expresión y construcción primitivo que empezó a generar pensamientos de creencias sobre las culturas primitivas. Se denomina a los primeros hitos conservados de la incipiente arquitectura.
- Construcciones megalíticas.. del griego megas, grande y lithos piedra; constan de enormes losas pétreas sin tallar, o escasamente desbastadas, verticales y horizontales, adinteladas, apoyadas, nunca unidas con mortero, ni con ningún tipo de aparejo.
- Construcciones ciclópeas, así llamadas por haberlas atribuido los antiguos griegos a unos gigantes fabulosos llamados cíclopes; se constituyeron con aparejo sencillo de piedras, en parte escuadradas, o sin escuadrar, aunque desbastadas, y de menor volumen que las megalíticas, utilizando algunas veces mortero arcilloso para conformar muros y paramentos.

Las primeras surgieron en el Neolítico, continuado en las primeras épocas de la Edad del Cobre. Las segundas pertenecen a las edades del cobre, bronce o del hierro.
Pertenecientes a la primitiva arquitectura popular se conocen diversas construcciones que sirvieron de casa, o morada temporal, a nuestros antepasados desde los tiempos más remotos. Tales son:
- Cabañas o chozas, formada por entramados de ramaje,
- Grutas o cavernas, artificiales o naturales pero acomodada por la mano del hombre a sus propios usos
- Palafitos o habitaciones lacustres de madera levantados sobre pilotes clavados en el fondo de un lago o zona pantanosa. Los palafitos más notables, por su extensión y número, se han encontrado en los lagos de Suiza, cubriendo en el de Ginebra una superficie de 150.000 metros cuadrados. En España, se han hallado restos de tales viviendas en las inmediaciones de Betanzos y en otras localidades de Galicia, al igual que en las cercanías de Olot (Gerona), Bolbaite y Chella (Valencia). Este tipo de viviendas se atribuyen a la época neolítica y tenían por objeto la defensa contra los animales salvajes.
- Crannógs, propios de Irlanda, habitáculos lacustres a modo de islotes, sin dejar pasar el agua por debajo de ellas
- Terramaras, descubiertos en Italia, chozas de madera y arcilla en sitios pantanosos. Con dichas construcciones que se relacionan en los paraderos o kiokenmodingos (voz danesa que significa restos de hogar), llamados en español concheros, que son montículos conformados por depósitos de conchas, restos de ceniza, carbón, huesos, piedras y fragmentos de cerámica tosca, muy abundantes en Dinamarca, también hallados en otras regiones

La arquitectura funeraria incluye túmulos, en ocasiones orientados astronómicamente al solsticio de inverno como es el caso de Castillejo del Bonete (Terrinches, Ciudad Real).